# Juan Luis Arsuaga
Juan Luis Arsuaga Ferreras (Madrid, 1954) es un paleoantropólogo y escritor español. Se doctoró en Ciencias Biológicas por la Universidad Complutense de Madrid y ejerce como catedrático de Paleontología en la Facultad de Ciencias Geológicas de esta misma universidad. Desde julio de 2013 es director científico del Museo de la Evolución Humana de Burgos.

## Biografía
Nació en Madrid en 1954. Hijo del jugador de fútbol del Real Madrid Pedro María Arsuaga (1927-2009), ya de niño mostró un gran interés por la prehistoria, surgido tras la lectura de novela La Guerre du feu, de J.-H. Rosny, y sus visitas a excavaciones cerca de Bilbao.
Ejerce como profesor visitante del Departamento de Antropología del University College of London.
El 8 de abril de 1993 fue portada de la revista Nature por el artículo sobre el descubrimiento, en 1992, del cráneo humano más completo del registro fósil de la Humanidad, el cráneo número 5, perteneciente a un individuo de Homo heidelbergensis.
Es miembro del Equipo de Investigaciones de los yacimientos pleistocenos de la sierra de Atapuerca (Burgos, España) desde 1982, bajo la dirección de Emiliano Aguirre Enríquez y desde 1991 codirector junto con José María Bermúdez de Castro y Eudald Carbonell Roura del equipo que ha sido galardonado con el Premio Príncipe de Asturias de Investigación Científica y Técnica de 1997 y el Premio Castilla y León de Ciencias Sociales y Humanidades de 1997. En 1999 fundó la Fundación Atapuerca.
En 2002 fue nombrado miembro de la Academia Nacional de Ciencias de Estados Unidos e invitado a formar parte del jurado internacional de los Premios Rolex a la Iniciativa.
En 2007 fue nombrado miembro de la Real Academia de Doctores de España.
El 23 de julio de 2008 se le concede el premio Antonio de Sancha, otorgado por la Asociación de Editores de Madrid, por su defensa de la cultura por medio de la divulgación científica.
El 30 de abril de 2010 fue nombrado doctor Honoris Causa por la Universidad de Burgos.
Los hallazgos de Atapuerca han revelado nuevos datos sobre los primeros humanos que habitaran Europa, entre los que destacan los restos de un nuevo hominino, Homo antecessor, datado en 900 000 años.
Es miembro del Museo del Hombre de París, de la Asociación Internacional para el Estudio de la Paleontología Humana, vicepresidente de la comisión de Paleontología Humana y Paleoecología de la INQUA (International Union for Quaternary Research) y ha sido conferenciante en las universidades de Londres, Cambridge, Zúrich, Roma, Arizona, Filadelfia, Berkeley, Nueva York, Tel Aviv...
En 2014 fue galardonado con el Premio UEMC al Personaje Público de Castilla y León que mejor Comunica, por su actividad comunicativa y por la relación que ha mantenido con los distintos medios de información.
En 2014 fue seleccionado por la revista Quo, en colaboración con el Consejo Superior de Investigaciones Científicas y el Consejo Superior de Deportes, para la primera «Selección Española de la Ciencia», compuesta por trece científicos españoles destacados a escala internacional.
El 9 de febrero de 2018 fue nombrado doctor Honoris Causa por la Universidad de Zaragoza.
El 5 de marzo de 2019 fue nombrado presidente de la Fundación Gadea.
El 15 de marzo de 2021 fue acreditado por sus SS MM los Reyes de España como Embajador Honorario de la Marca España, una iniciativa del Foro de Marcas Renombradas Españolas, en la categoría de Ciencia e Innovación.

## Publicaciones
Ha sido autor y editor de artículos en revistas y libros científicos: Nature, Science, Journal of Human Evolution, Journal of Archaeological Science, American Journal of Physical Anthropology, etc.

### Libros de divulgación y ensayos
La mayoría de sus obras de divulgación han sido reeditadas varias veces y se pueden encontrar en diferentes editoriales y formatos. Aquí se han reflejado las primeras ediciones:
- Arsuaga, J. L. y Martínez, I. (1998) La especie elegida. La larga marcha de la evolución humana. Ediciones Temas de Hoy, Col. Tanto por Saber ISBN 978-84-7880-909-7
- Cervera, J.; Arsuaga, J. L.; Bermúdez de Castro, J. M.; Carbonell, E. y Trueba, J. (1998) Atapuerca. Un millón de años de historia. Plot Ediciones y Editorial Complutense ISBN 978-84-7491-629-4
- Arsuaga, J. L. (1999) El collar del Neandertal. Ediciones Temas de Hoy, Col. Tanto por Saber ISBN 978-84-7880-793-2
- Bermúdez de Castro, J. M.; Arsuaga, J. L., Carbonell, E. y Rodríguez, J. (Eds.) (1999) Atapuerca. Nuestros antecesores. Junta de Castilla y León ISBN 978-84-7846-871-3
- Arsuaga, J. L. (2001) El enigma de la esfinge. Plaza & Janés Editores, Col. Areté ISBN 978-84-01-34160-1
- Arsuaga, J. L. (2002) Los aborígenes. RBA Libros ISBN 978-84-7901-932-7
- Martínez, I. y Arsuaga, J. L. (2002) Amalur. Del átomo a la mente. Ediciones Temas de Hoy ISBN 978-84-8460-191-3
- Arsuaga, J. L.; Bermúdez de Castro, J. M.; Carbonell, E. y Trueba, J. (2003) Los primeros europeos: Tesoros de la sierra de Atapuerca. Junta de Castilla y León ISBN 978-84-9718-143-3
- Arsuaga, J. L. (2004) El mundo de Atapuerca. Plaza & Janés Editores ISBN 978-84-01-37895-9
- Arsuaga, Juan Luis; Martínez, Ignacio (2004). Atapuerca y la evolución humana. Fotografía: Javier Trueba. Barcelona: Fundació Caixa Catalunya. ISBN 84-89860-56-4.
- Arsuaga, J. L. (2006) La saga humana. Editorial Edaf ISBN 978-84-414-1821-9
- Arsuaga, J. L. (2008) Mi primer libro de la prehistoria: Cuando el mundo era niño. Editorial Espasa ISBN 978-84-670-2938-2
- Arsuaga, J. L. (2009) El reloj de Mr. Darwin. Ediciones Temas de Hoy ISBN 978-84-8460-792-2
- Arsuaga, J. L. (2010) Elemental, queridos humanos. Ediciones Temas de hoy. Ilustraciones de Forges
- Arsuaga, J. L. (2012) El primer viaje de nuestra vida. Ediciones Temas de Hoy ISBN 978-84-9998180-2
- Arsuaga, J. L. y Martín-Loeches, M. (2013) El sello indeleble. Pasado, presente y futuro del ser humano. Ediciones Debate, 424 págs. ISBN 9788499922485
- Arsuaga, J. L. (2019) Vida, la gran historia: Un viaje por el laberinto de la evolución. Ediciones Destino, ISBN 978-8423355747
- Millás, J. J. y Arsuaga, J. L. (2020) La vida contada por un sapiens a un neandertal. Editorial Alfaguara, ISBN 978-84-204-3965-5
- Millás, J. J. y Arsuaga, J. L. (2022) La muerte contada por un sapiens a un neandertal. Editorial Alfaguara, ISBN 978-84-204-6105-2
- Arsuaga, J. L. (2023) Nuestro cuerpo. Editorial Destino. ISBN 978-84-233-6327-8
- Millás, J. J. y Arsuaga, J. L. (2024) La conciencia contada por un sapiens a un neandertal. Editorial Alfaguara, ISBN 978-84-204-7191-4

### Multimedia
- Arsuaga, J. L.; Cervera, J. y Trueba, J. (1999) Explorando el mundo de Atapuerca. Madrid Scientific Films (CD-ROM) ISBN 84-931268-0-2
- Arsuaga, J. L. et al. (2006) Atapuerca, patrimonio de la humanidad: 30 años de excavaciones y descubrimientos. Madrid Scientific Films (DVD) ISBN 978-84-931268-1-0

### Narrativa
- Arsuaga, J. L. (2005) Al otro lado de la niebla. Santillana Ediciones Generales, S.A., Col. Suma de Letras ISBN 978-84-96463-16-5

### Artículos científicos
- Arsuaga, J. L.; Martínez, I.; Gracia, A.; Carretero, J. M. y Carbonell, E. (1993) «Three new human skulls from the Sima de los Huesos Middle Pleistocene site in Sierra de Atapuerca, Spain». Nature, 362(6420): 534-537
- Carbonell, E.; Bermúdez de Castro, J. M.; Arsuaga, J. L.; Díez, J. C.; Rosas, A.; Cuenca-Bescós, G.; Sala, R.; Mosquera, M. y Rodríguez, X. P. (1995) «Lower Pleistocene hominids and artifacts from Atapuerca-TD6 (Spain)». Science, 269(5225): 826-830
- Fernández-Jalvo, Y.; Díez, J. C., Bermúdez de Castro, J. M.; Carbonell, E. y Arsuaga, J. L. (1996) «Evidence of early cannibalism». Science, 271(5247): 277-278
- Arsuaga, J. L.; Carretero, J. M.; Lorenzo, C.; Gracia, A.; Martínez, I.; Bermúdez de Castro, J. M. y Carbonell, E. (1997) «Size variation in Middle Pleistocene humans». Science, 277(5329): 1086-1088
- Bermúdez de Castro, J. M.; Arsuaga, J. L.; Carbonell, E.; Rosas, A.; Martínez, I. y Mosquera, M. (1997) «A hominid from the lower Pleistocene of Atapuerca, Spain: possible ancestor to Neandertals and modern humans». Science, 276(5317): 1392-1395
- VV. AA. (1997) «Special issue Sima de los Huesos». Journal of Human Evolution, 33(2-3): 105-421
- Arsuaga, J. L.; Lorenzo, C.; Carretero, J. M.; Gracia, A.; Martínez, I.; García, N.; Bermúdez de Castro, J. M. y Carbonell, E. (1999) «A complete human pelvis from the Middle Pleistocene of Spain». Nature, 399(6733): 255-258.
- Bookstein, F.; Schäfer, K.; Prossinger, H.; Seidler, H.; Fieder, M.; Stringer, C.; Weber, G. W.; Arsuaga, J. L.; Slice, D. E.; Rohlf, F. J.; Recheis, W.; Mariam, A. J. y Marcus, L. F. (1999) «Comparing frontal cranial profiles in archaic and modern homo by morphometric analysis». Anat. Rec., 257(6): 217-224
- VV. AA. (1999) Special issue Gran Dolina. Journal of Human Evolution, 37(3-4): 309-700
- Manzi, G.; Gracia, A. y Arsuaga, J. L. (2000) «Cranial discrete traits in the middle pleistocene humans from Sima de los Huesos (Sierra de Atapuerca, Spain). Does hypostosis represent any increase in "ontogenetic stress" along the Neanderthal lineage?». Journal of Human Evolution, 38(3): 425-446
- Carbonell, E.; Arsuaga, J. L. y Bermúdez de Castro, J. M. (Coords.) (2001) Atapuerca. L´Anthropologie, vol. spec.
- Arsuaga, J. L.; Villaverde, V.; Quam, R.; Gracia, A.; Lorenzo, C.; Martínez, I. y Carretero, J. M. (2002) «The Gravettian occipital bone from the site of Malladetes (Barx, Valencia, Spain)». Journal of Human Evolution, 43(3): 381-393
- Carbonell, E.; Bermúdez de Castro, J. M.; Arsuaga, J. L.; Allue, E.; Bastir, M.; Benito, A.; Cáceres, I.; Canals, T.; Díez, J. C.; Made, J. van der; Mosquera, M.; Ollé, A.; Pérez-González, A. Rodríguez, J.; Rodríguez, X. P.; Rosas, A.; Rosell, J.; Sala, R.; Vallverdú, J. y Vergés, J. M. (2005) «An Early Pleistocene hominin mandible from Atapuerca-TD6, Spain». Proc. Natl. Acad. Sci. U S A, 102(16): 5674-5678
- Daura, J.; Sanz, M.; Subirá, M. E.; Quam, R.; Fullola, J. M. y Arsuaga, J. L. (2005) «A Neandertal mandible from the Cova del Gegant (Sitges, Barcelona, Spain)». Journal of Human Evolution, 49(1): 56-70
- Arsuaga, J. L., Villaverde, V.; Quam, R.; Martínez, I.; Carretero, J. M.; Lorenzo, C. y Gracia, A. (2007) «New Neandertal remains from Cova Negra (Valencia, Spain)». Journal of Human Evolution, 52(1): 31-58

### Artículos de divulgación
- Arsuaga, J. L. (1993) «Les hommes fossiles de la Sierra de Atapuerca», La Recherche, 260
- Arsuaga, J. L.; Bermúdez de Castro, J. M. y Carbonell, E. (1994) «La Sierra de Atapuerca. Los homínidos y sus actividades». Revista de Arqueología, 159
- Arsuaga, J. L.; Martínez, I.; Bermúdez de Castro, J. M.; Rosas, A.; Carbonell, E. y Mosquera, M. (1997) «Homo antecessor, una especie del Pleistoceno inferior de Atapuerca». Mundo Científico, 181: 649
- Arsuaga, J. L. (1997) «Faces from the Past», Archaeology, May/June
- Carbonell, E.; Arsuaga, J. L.; Bermúdez de Castro, J. M.; Cáceres, I.; Díez, J. C.; Fernández-Jalbo, Y.; Mosquera, M.; Rodríguez, J. P.; Rosell, J.; Sala, R. y Vallverdú, J. (1998) «Homo antecessor y su medio natural». Mundo Científico, 192: 42-49
- Arsuaga, J. L. (1999) «Una pelvis completa de la Sierra de Atapuerca», Mundo Científico, 203
- Arsuaga, J. L. (2000) «Sociobiología de homínidos», Mundo Científico, 214
- Arsuaga, J. L. (2000) «Europe’s first family», Discovering Archaeology, November/Dec
- Arsuaga, J. L. y Martínez, I. (2001) «La Sima de los Huesos», National Geographic, Junio
- Arsuaga, J. L. y Martínez, I. (2001) «El origen de la mente». Investigación y Ciencia, 302: 4-12
- Arsuaga, J. L. (2003). «Requiem for a Heavyweight», Natural History, January: 42-48
- Arsuaga, J. L. (2004). «Atapuerca. Donde el tiempo se remansa». National Geographic Especial Los Orígenes del Hombre.
- Arsuaga, J. L. (2004). «La voz de los fósiles», National Geographic, Historia, Marzo

## Cine documental
Participó en La muerte contada por un sapiens a un neandertal (2022). Dirigida por Pablo Mediavilla y coprotagonizada con Juan José Millás.